# Hisis
Hisis – dźwięk, którego częstotliwość dla hisis¹ wynosi około 554,4 Hz. Jest to podwyższony za pomocą podwójnego krzyżyka dźwięk h. Dźwięki enharmonicznie równoważne to: cis i des. 